# Psychedelic Jungle
Psychedelic Jungle — второй студийный альбом американской рок-группы The Cramps, вышедший в мае 1981 года на лейбле I.R.S. Records. Продюсировали диск сами члены группы The Cramps. Обратную сторону обложки делал известный фотограф Антон Корбейн. В альбоме 14 треков, из которых половину написали гитаристка Пойзон Айви Ро́ршах и певец Люкс Интериор, а остальные — это кавер-версии синглов рок-н-ролла, рокабилли и гаражного рока 1950-х и 1960-х годов
Песня «Goo Goo Muck» позже появился на саундтреках к фильму 1986 года «Техасская резня бензопилой 2» и к сериалу 2022 года Netflix «Уэнздей». «Goo Goo Muck», которая звучит во время оригинальной танцевальной сцены в четвёртом эпизоде сериала, в 2022 году пережила всплеск популярности. По данным Billboard, после выхода сериала потоковое воспроизведение песни по требованию в США увеличилось с 2500 до более чем 134 000, она заняла первое место в чарте Alternative Digital Song Sales, став первым чарттоппером в карьере группы.

## Об альбоме
Только половина из 14 треков альбома — оригинальные композиции, написанные гитаристкой Пойзон Айви Ро́ршах и певцом Люксом Интериором. Остальные треки — это кавер-версии синглов рок-н-ролла, рокабилли и гаражного рока 1950-х и 1960-х годов; среди них «Green Door» (первоначально исполнялась Джимом Лоу, 1956), «Jungle Hop» (Kip Tyler and the Flips, 1958), «Rockin’ Bones» (Ронни Доусон, 1959), «Goo Goo Muck» (Ronnie Cook and the Gaylads, 1962), «The Crusher» (The Novas, 1964), «Primitive» (The Groupies, 1966) и «Green Fuz» (Green Fuz, 1969).
В 2022 году неожиданный и большой успех получила песня «Goo Goo Muck», когда её классическая психоделическая панк-нью-вейв-версия группы The Cramps прозвучала во время оригинальной танцевальной сцены актрисы Дженны Ортеги в четвёртом эпизоде нового сериала «Уэнздей». Спустя сорок лет песня в 2022 году пережила настоящий всплеск популярности. Песня является кавер-версией песни 1962 года Ронни Кука и группы The Gaylads.
Песня The Cramps «Goo Goo Muck» возглавила список Alternative Digital Song Sales (цифровых продаж песен альтернативного рока).

## Список композиций
По данным с заметок на альбоме.
| №  | Название                                                               | Автор(ы)                                                                                | Длительность |
| -- | ---------------------------------------------------------------------- | --------------------------------------------------------------------------------------- | ------------ |
| 1. | «Green Fuz» (первоначально исполнялась Green Fuz)                      | Лес Дейл, Рэнди Элви                                                                    | 2:09         |
| 2. | «Goo Goo Muck» (первоначально исполнялась Ronnie Cook and the Gaylads) | Ронни Кук, Эд Джеймс                                                                    | 3:06         |
| 3. | «Rockin’ Bones» (первоначально исполнялась Ронни Доусоном)             | Джек Роудс, Дон Картер, Даб Ноллс                                                       | 2:48         |
| 4. | «Voodoo Idol»                                                          | Пойзон Айви Ро́ршах, Люкс Интериор                                                       | 3:39         |
| 5. | «Primitive» (первоначально исполнялась The Groupies)                   | Ронни Питерс, Питер Хиндлмен, Норман ДесРозье, Гордон Макларен, Бобби Кортес, Стив Вене | 3:32         |
| 6. | «Caveman»                                                              | Пойзон Айви Ро́ршах, Люкс Интериор                                                       | 3:51         |
| 7. | «The Crusher» (первоначально исполнялась The Novas)                    | Бобби Нолан                                                                             | 1:47         |

| №   | Название                                                         | Автор(ы)                          | Длительность |
| --- | ---------------------------------------------------------------- | --------------------------------- | ------------ |
| 8.  | «Don’t Eat Stuff Off the Sidewalk»                               | Пойзон Айви Ро́ршах, Люкс Интериор | 2:04         |
| 9.  | «Can’t Find My Mind»                                             | Пойзон Айви Ро́ршах, Люкс Интериор | 3:01         |
| 10. | «Jungle Hop» (первоначально исполнялась Kip Tyler and the Flips) | Кип Тайлер                        | 2:07         |
| 11. | «The Natives Are Restless»                                       | Пойзон Айви Ро́ршах, Люкс Интериор | 3:00         |
| 12. | «Under the Wires»                                                | Пойзон Айви Ро́ршах, Люкс Интериор | 2:44         |
| 13. | «Beautiful Gardens»                                              | Пойзон Айви Ро́ршах, Люкс Интериор | 3:59         |
| 14. | «Green Door» (первоначально исполнялась Джимом Лоу)              | Хатч Дейви, Марвин Мур            | 2:35         |

## Участники записи
- Люкс Интериор — вокал
- Пойзон Айви Ро́ршах — гитара
- Кид Конго Пауэрс — гитара
- Ник Нокс — ударные
- Пол МакКенна — звукоинженер
- Донна Сантиси — фотографии обложки (первая сторона)
- Антон Корбейн — фотографии обложки (вторая сторона)

## Чарты
В октябре 1981 года альбом достиг 44-го места в хит-параде Новой Зеландии, пробыв в Recorded Music NZ две недели.
| Хит-парад (1981)    | Высшая позиция |
| ------------------- | -------------- |
| (Recorded Music NZ) | 44             |